# TM MX
La TM MX è una categoria di motocicletta con motore a due tempi della casa motociclistica TM Racing presentata nel 1976, con una moto interamente progettata e non una rielaborazione di altri modelli, questa moto è stata prodotta in varie cilindrate (80-85, 125, 144, 250 cm³ e 300).
Questa serie è stata accompagnata a partire dal 2003 dalla TM MX-F che si contraddistingue per il motore a quattro tempi.

## 80-85-100
Fu introdotta nel 1999 con la cilindrata 80, a partire dal 2004 è accompagnata anche dalla 85 cm³ e dalla 100 cm³, che si differenziano dall'80 solo per il maggiore alesaggio, con l'aumento di alesaggio da 46,45 a 47,89 mm per l'85 che ha sostituito definitivamente l'80 nel 2004, mentre per la 100 si è arrivati a 51,94 mm.

## 125
Fu introdotta nel 1976.

## 144
Fu introdotta nel 2008 e si differenzia dalla versione per l'aumento della cilindrata con l'aumento di alesaggio e corsa a 56x58,2.

## 250
Fu introdotta nel 1976.

## 300
Fu introdotta nel 2008 (presente nella versione enduro dal 1997) e si differenzia dalla versione 250 per l'alesaggio maggiorato a 72 mm, prendendo le misure 72x72